# Städtisches Forstamt (Landsberg am Lech)

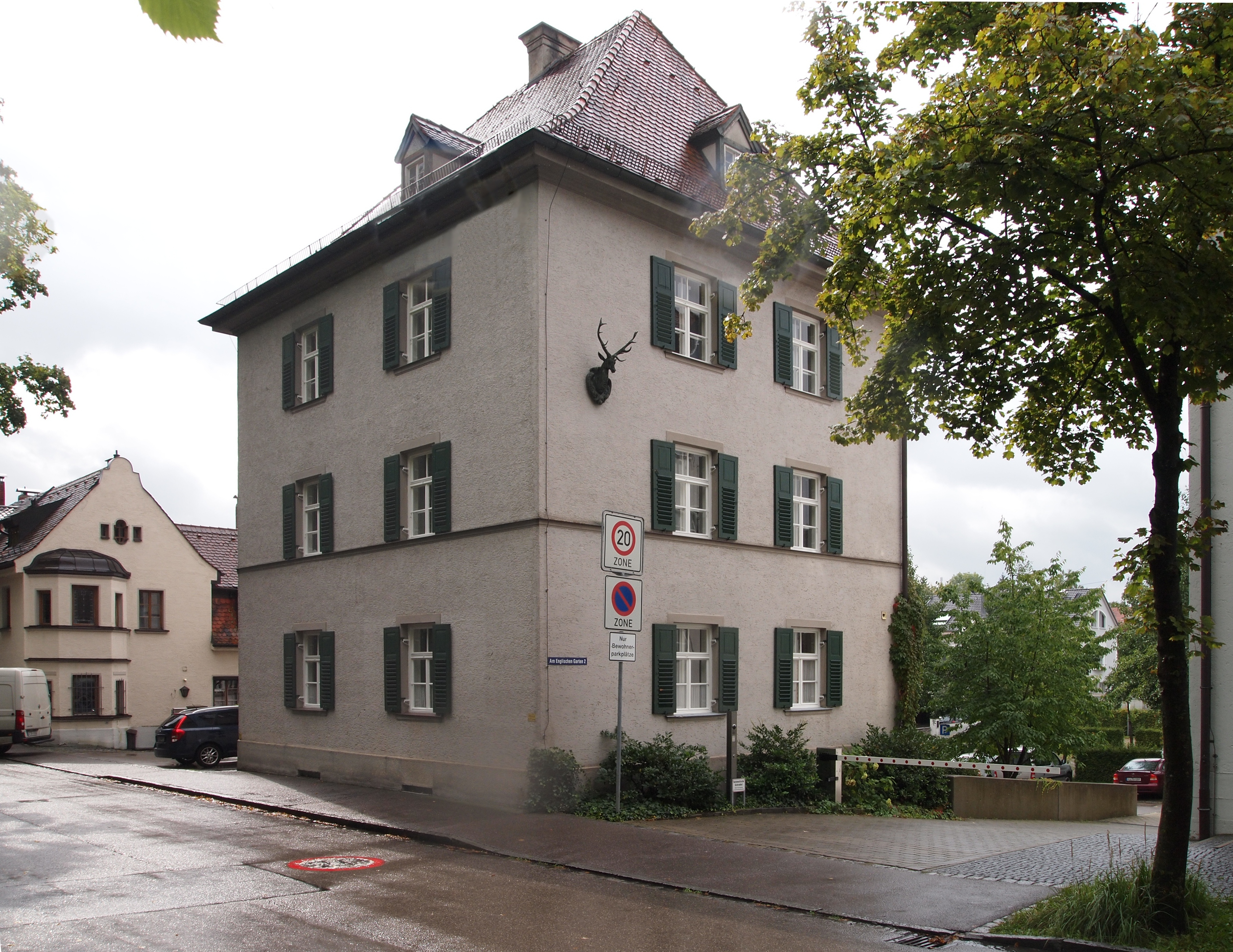
Städtisches Forstamt in Landsberg am Lech (Nordseite)

Das Städtisches Forstamt in Landsberg am Lech, der Kreisstadt des oberbayerischen Landkreises Landsberg am Lech, wurde 1925/26 erbaut. Das Forstamt mit der Adresse Am Englischen Garten 2 ist ein geschütztes Baudenkmal.

## Beschreibung
Der dreigeschossige, winkelförmige Walmdachbau im reduzierten Heimatstil wurde nach Plänen des Stadtbaurats Josef Pfeffer errichtet. Er besteht aus zwei rechteckigen, im rechten Winkel zueinander gesetzten Baublöcken. Ein Fensterbankgesims im ersten Obergeschoss ist das einzige Gliederungselement. Die bauzeitlichen Kastenfenster mit klappbarem Oberlicht haben grüne Holzläden. In den Dachflächen sitzen Dachgauben. Im Zwickel an der Nordseite steht ein gerundeter Treppenhausturm mit Mansarddach. 
An der Nordseite hängt die 1926 in der Werkstatt von Ferdinand von Miller gegossene Bronzeskulptur eines Hirschkopfes. 
Von der bauzeitlichen Ausstattung haben sich die halbgewendelte Holztreppe, das Fischgrätparkett, die Türen der Amts- und Wohnräume und mehrere Kachelöfen erhalten.  